# Ol’ Dirty Bastard
Russell Tyrone Jones (Manhattan, New York, 1968. november 15. – Manhattan, 2004. november 13.), művésznevén Ol' Dirty Bastard amerikai rapper, a Wu-Tang Clan formáció egyik tagja. Talán ő volt az együttes legbotrányosabb szereplője, hiszen számtalanszor letartóztatták pályafutása során. A név "Öreg Koszos Gazfickót" jelent. 1968-ban született Brooklynban. Unokatestvéreivel, RZA-val és GZA-val együtt alapítottak egy rapegyüttest, viszont hamar feloszlottak. Végül együtt alapították meg a Wu-Tang Clant. 1995-ben indult szóló pályája, két lemezt adott ki: Return to the 36 Chambers: The Dirty Version és Nigga Please. Harmadik készülőben lévő albuma, az A Son Unique 1999-ben jelent volna meg, de végül mégsem adták ki. Old Dirty Bastard-öt számtalanszor őrizetbe vette és letartóztatta a rendőrség rablások és drogbirtoklás miatt. A rapper 2004. november 13-án halt meg New Yorkban, kábítószer-túladagolás miatt.

## Diszkográfia
- Return to the 36 Chambers: The Dirty Version (1995)
- Nigga Please (1999)
- A Son Unique (nem került ki).

Ezeken a lemezeken kívül Ol' Dirty Bastard természetesen többször megjelent a Wu-Tang Clan albumain is, többek között a legelső, forradalminak számító lemezen, az Enter the Wu-Tang (36 Chambers)-ön is.